# Lê Bích Phương
Lê Bích Phương (sinh ngày 14 tháng 8 năm 1992 tại Gia Lâm, Hà Nội) là vận động viên karate Việt Nam giành được huy chương vàng Đại hội Thể thao châu Á 2010.
Tại Đại hội Thể thao châu Á ở Quảng Châu, Trung Quốc, ở hạng cân 55 kg, Lê Bích Phương lần lượt vượt qua các vận động viên của Hàn Quốc (4-0), Uzbekistan (3-1), Macau (8-0) để vào trận chung kết với vận động viên người Nhật Bản Kobayashi Miki (đương kim vô địch thế giới) và thắng với tỷ số 4-3. Đây là huy chương vàng duy nhất của đoàn thể thao Việt Nam trong kỳ đại hội này.

## Tiểu sử
Lê Bích Phương sinh ngày 14 tháng 8 năm 1992 tại Gia Lâm, Hà Nội, tập luyện karate từ năm 2005 tại trung tâm huấn luyện vận động viên cấp cao Hà Nội, nhưng đến năm 2008, Bích Phương mới được tập trung tại đội tuyển quốc gia. Trước khi Bích Phương ra trận, ngoài huấn luyện viên Lê Công và các đồng đội trong đội tuyển karate Việt Nam, ít người biết tới Bích Phương và gần như không có ai đặt kỳ vọng vào khả năng giành huy chương vàng của vận động viên ở hạng cân dưới 55 kg nữ này. Đối thủ của Lê Bích Phương trong trận tranh huy chương vàng là một vận động viên đến từ Nhật Bản. Miki Kobayashi đã giành danh hiệu vô địch thế giới, có kỹ thuật hoàn chỉnh và kinh nghiệm quốc tế dày dạn.
Huấn luyện viên huấn luyện cho Lê Bích Phương trước Đại hội Thể thao châu Á 2010 là võ sư Lê Công. Huấn luyện viên Lê Công đã giúp cô chiến thắng trong trận chung kết trước nhà vô địch thế giới người Nhật Bản Miki Kobayashi, cô nói: Trước trận đấu, bác Lê Công đã chỉ dẫn chiến thuật kỹ lưỡng cho em, vì nếu để đối đòn thì em không phải là đối thủ của Kobayashi. Chỉ có cách là di chuyển linh hoạt, thoát và sử dụng đòn chân là đòn sở trường của em.